# 虐待身障
虐待身障（英語：Disability abuse）是指對身心障礙者的身體、性、精神、經濟和政策方面實施暴力虐待，它可以是家庭暴力、長照暴力、機構暴力（身障和醫療單位）、校園暴力、職場暴力、宗教暴力和國家暴力。